# Schneewittchen (Schiff)
Die Schneewittchen war ein ursprünglich als Versuchsboot A gebautes Torpedoboot der deutschen Kaiserlichen Marine. 

## Technische Daten
Das Boot lief am 20. Dezember 1888 auf der Kaiserlichen Werft Danzig vom Stapel. Das kleine, aus Stahl gebaute Boot, mit zwei Masten und einem Schornstein, war 34,61 m lang und 4,14 m breit, hatte 2,15 m Tiefgang und verdrängte lediglich 72 Tonnen (voll ausgerüstet 87 Tonnen). Seine Dampfmaschine, welche aus dem 1885 untergegangenen Torpedoboot V 3 stammte, leistete 591 PSi und ergab eine Geschwindigkeit von 12 bis 13 Knoten, kurzfristig sogar bis zu 16,5 Knoten. Das Boot war mit zwei 35-cm-Torpedorohren und zwei 3,7-cm-Hotchkiss-Revolverkanonen bewaffnet. Die Besatzung bestand aus einem Offizier und 13 Mann.

## Geschichte
Da das Boot auf Grund der schnellen Weiterentwicklung der Torpedoboote schon bald technisch veraltet war, wurde es 1898 entwaffnet und zur Stationsyacht umgebaut. Auf dem bisher gewölbten und nun durch Auflegen eines Holzdecks geebneten Achterdeck erhielt es ein rundum geschlossenes Deckshaus mit einer bis zum Heck reichenden, überdachten Plattform. Der Ruderstand wurde erhöht und mit Fenstern anstelle der bisherigen Sehschlitze versehen, und der Schornstein wurde um 1,5 m verlängert und mit einer als Zierring gestalteten Verkröpfung versehen. Am 30. Januar 1899 begann das nunmehr in Schneewittchen umbenannte Boot seinen Dienst als Stationsyacht der Marinestation der Ostsee in Kiel.
Das Boot überstand den Ersten Weltkrieg, diente noch kurze Zeit in der Reichsmarine und wurde dann 1921 abgewrackt, nachdem der Tender Nordsee am 16. Februar 1921 reaktiviert und der Marinestation der Ostsee zugewiesen worden war.